# Dobrá Voda (Slowakei)
Dobrá Voda (deutsch Gutwasser oder Guttenstein, ungarisch Jókő, lateinisch Bona Aqua) ist eine Gemeinde in der Westslowakei.

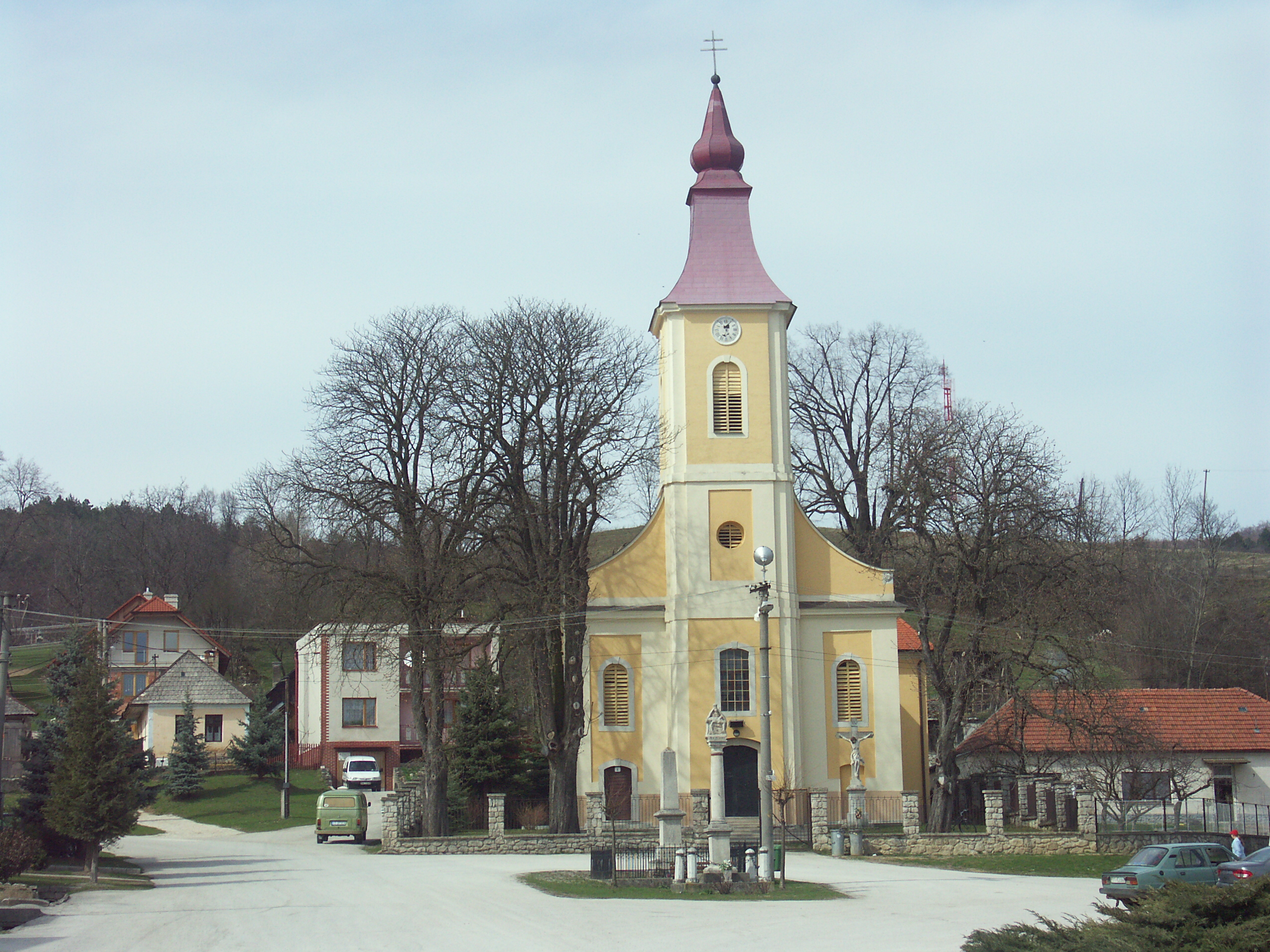
Blick auf die Kirche und den Dorfplatz

## Lage
Sie liegt in den Kleinen Karpaten in einem kleinen Kessel, am Ufer des Flüsschens Blava und ist etwa 28 km von Trnava entfernt.

## Geschichte
Die Geschichte des Ortes ist mit der Burg Guttenstein verbunden. Ein Berg wurde 1262 unter dem Namen mons Dobravada erwähnt. Die Burg wurde um das Jahr 1300 herum erbaut und diente als eine Grenzfestung zwischen dem Königreich Ungarn und Königreich Böhmen, bei der „Böhmischen Straße“. Das Dorf entwickelte sich aus einer Siedlung unter der Burg und wurde zum ersten Mal 1394 erwähnt. 1467 erhielt es von Matthias Corvinus das Marktrecht und wurde zu einer Marktgemeinde erhoben.
Bis 1918 gehörte der Ort im Komitat Neutra zum Königreich Ungarn, danach kam er zur neu entstandenen Tschechoslowakei.
Der Ortsname (wörtlich „gutes Wasser“) soll auf mehrere Wasserquellen um die Gemeinde herum hinweisen.

## Bevölkerung
| Jahr:                | 1994. | 2004.   | 2014.   | 2024.   |
| -------------------- | ----- | ------- | ------- | ------- |
| Anzahl der Personen: | 855   | 841     | 810     | 795     |
| Unterschied:         |       | -1,63 % | -3,68 % | -1,85 % |

| Jahr:                | 2023. | 2024.   |
| -------------------- | ----- | ------- |
| Anzahl der Personen: | 787   | 795     |
| Unterschied:         |       | +1,01 % |

## Sehenswürdigkeiten
- Ruine der Burg Guttenstein (hrad Dobrá Voda), im 13. Jahrhundert erbaut, seit dem 18. Jahrhundert in Ruinen
- klassizistische Kirche aus dem Jahr 1820
- barocke Kapelle aus dem Jahr 1730

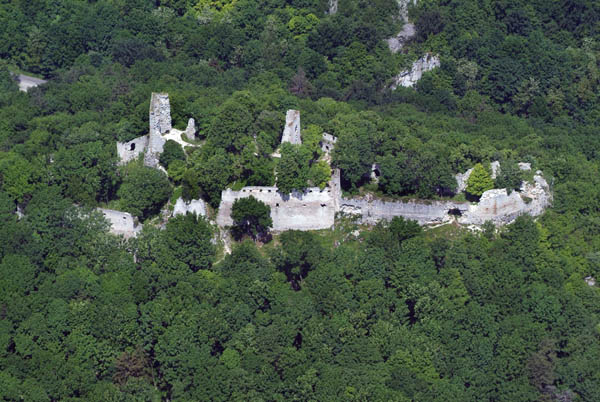
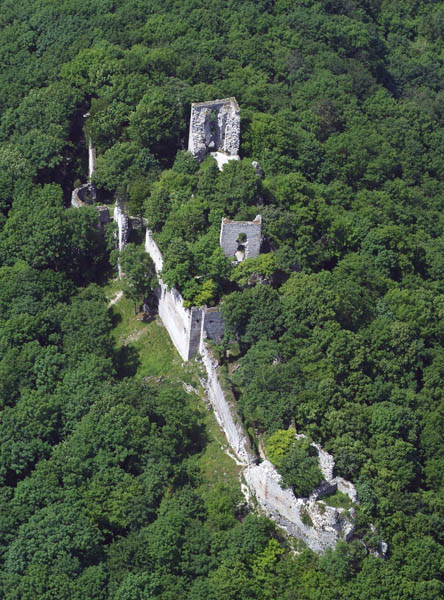
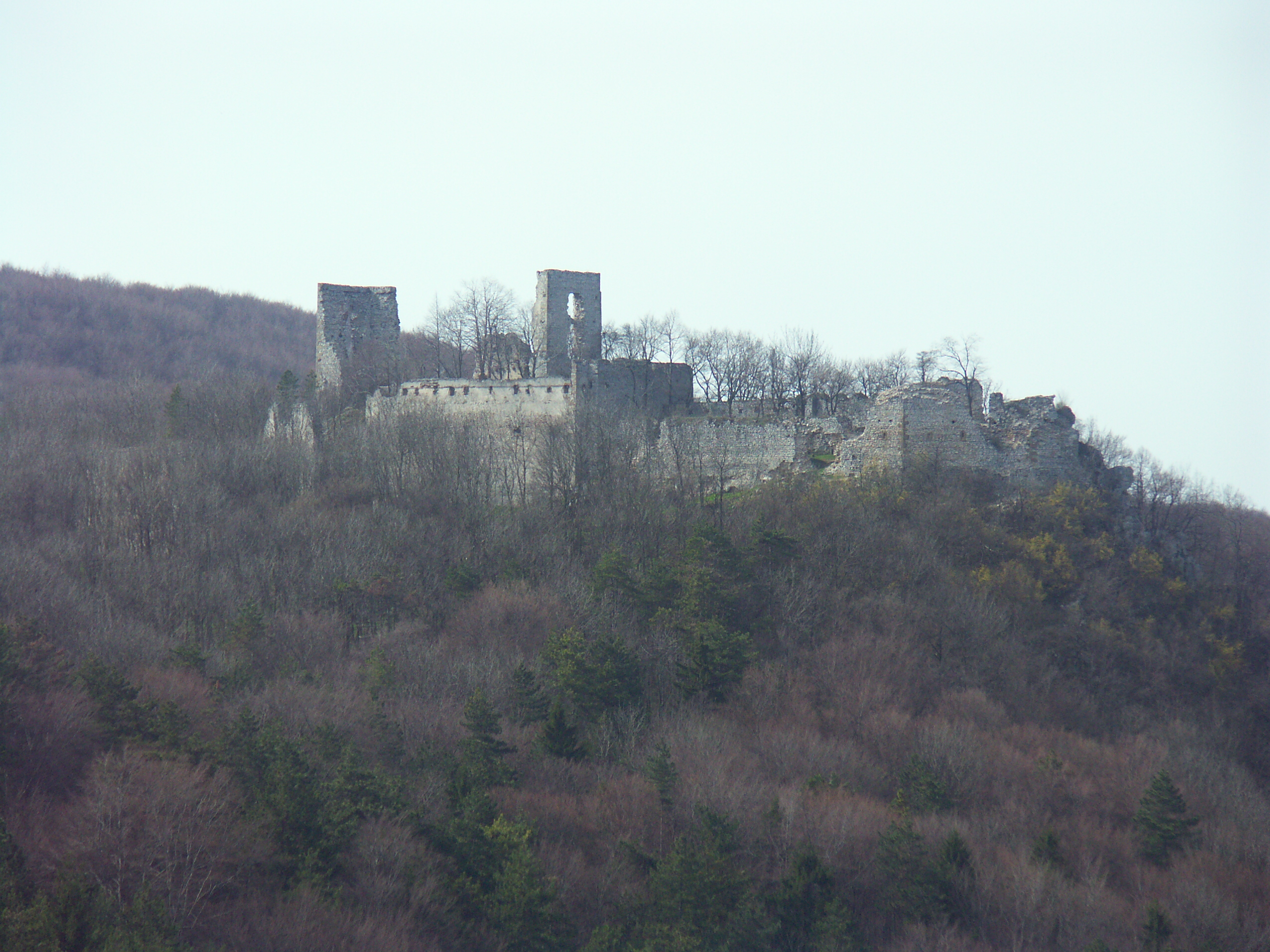
Die Burg Guttenstein

## Persönlichkeiten
Der slowakische Dichter Ján Hollý wohnte in seinen letzten Jahren und starb 1849 in Dobrá Voda und ist hier auch begraben.